# الإلحاد والدين

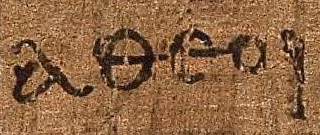

تعترف بعض الحركات أو الطوائف داخل الديانات التوحيدية أو متعددة الآلهة التقليدية بأنه من الممكن ممارسة العقيدة الدينية والروحانية والتمسك بالعقائد دون الإيمان بوجود آلهة. يُعرف الأشخاص الذين لديهم ما يمكن اعتباره معتقدًا دينيًا أو روحيًا في قوة مسيطرة خارقة للطبيعة من قبل البعض على أنهم أتباع أو معتنقين دين، ووُصفت الحجة التي تعتبر الإلحاد دينًا بأنها متناقضة اصطلاحًا.

## أديان إبراهيمية

### اليهودية
بشكل عام، تتطلب صياغة المبادئ اليهودية الإيمانية إيمانًا بإله واحد (ممثلة في صلاة اليهودية الأسمى؛ الشماع). في العديد من الحركات الدينية اليهودية الحديثة، يعتبر الحاخامات عمومًا تصرفًا ليهوديٍ، إذ يكون فيه العنصر المقرِر لاعتبار أحدهم منتميًا لليهودية أم لا. في إطار هذه الحركات، كثيرًا ما يُعترف بأنه يمكن لليهودي ممارسة اليهودية على نحو صارم كعقيدة، بينما يكون في الوقت ذاته لاأدريًا أو ملحدًا. لا تتطلب الحركة الدينية لإعادة إنشاء اليهودية إيمانًا بالإله، وهناك بعض كتب للصلاة اليهودية الإصلاحية، مثل «بوابات الصلاة»، تقدم بعض العبادات دون ذكر الإله. يعتنق الملحدون اليهود الذين يمارسون اليهودية الإنسانية؛ الثقافة والتاريخ اليهودية، بدلًا من الإيمان بإله خارق للطبيعة كمصادر لهويتهم اليهودية. توصلت إحدى الدراسات إلى أن 48% فقط من الذين عرّفوا أنفسهم يهودًا يؤمنون بالإله.
زعم الحاخام أبراهام إسحاق كوك، الحاخام الأول للمجتمع اليهودي في فلسطين، أن الملحدين لم ينكروا الإله في واقع الأمر: بل كانوا ينكرون إحدى صور الإنسان العديدة للإله. بما أنه يمكن اعتبار أي صورة من صنع الإنسان للإله صنمًا، رأى كوك أنه يمكن في الممارسة العملية اعتبار الإلحاد بمثابة مساعدة للدين الحقيقي على التخلص من الصور الخاطئة للإله، وبالتالي، تخدم الهدف من الديانات التوحيدية الحقيقية في نهاية المطاف.

### المسيحية
وُجدت معدلات إلحاد عالية بين من عرّفوا أنفسهم مسيحيين في الولايات المتحدة. على سبيل المثال، تبين في استطلاع تفاعلي أجرته مؤسسة هاريس عام 2003، أن 10% من الذين يُعرّفون أنفسهم بروتستانت و21% من الرومان الكاثوليك كانوا ملحدين.
لا يوجد نهج مسيحي واحد نحو الإلحاد. يختلف النهج المتبع بين الطوائف المسيحية، ويميز الوزراء المسيحيون بذكاء مطالبات الفرد المتعلقة بالإلحاد عن غيرها من الحالات الشكلية ذات منظور شخصي، مثل الإنكار الصريح، أو التمسك بالعلم، أو سوء فهم طبيعة المعتقد الديني، أو ازدراء للدين المنظم عمومًا.
يجعل التعليم المسيحي للكنيسة الكاثوليكية هذا الأمر واضحًا. في حين أنه يعتبر الإلحاد انتهاكًا للوصية الأولى، واصفًا إياها بأنها «خطيئة ضد فضيلة الدين»، فهو حريص على إقرار بأن الإلحاد قد يكون مدفوعًا باعتبارات فاضلة أو أخلاقية، ويدعو أتباع الرومانية الكاثوليكية من التركيز على دورهم في تشجيع الإلحاد بأوجه القصور الدينية أو الأخلاقية:

يمكن التقليل إلى حد كبير من إسناد هذه الخطيئة بحكم النوايا والظروف. 
«يمكن أن يكون للمؤمنين علاقة بزيادة الإلحاد قليلًا. بقدر إهمالهم بتعليمهم في العقيدة، أو تقديم التعليم زورًا، أو حتى الفشل في حياتهم الدينية أو الأخلاقية أو الاجتماعية، يجب القول عنهم إنهم يخفون بدلًا من كونهم يكشفون عن الطبيعة الحقيقية للإله والدين».
في مايو 2013، قال البابا فرانسيس أنه يمكن للملحدين الذهاب إلى الجنة، لأن التبني المفترض ليسوع ينطبق على كل من يفعل الخير، بصرف النظر عن معتقداته.
هناك اعتقاد مشهور للملحد الفريد توماس آلتيزر، إذ يعلن كتابه «إنجيل المسيحية الإلحادية» الصادر عام 1967 عن وجهة النظر غير العادية إلى حد كبير التي تزعم أن الإله مات حرفيًا، أو أنه أبيد نفسه. وفقًا لآلتيزر، فإن هذا «اعتراف بالإيمان المسيحي». يقول آلتيزر موضحًا الفرق بين موقفه وموقف نيتشه من موت الإله وموقف اللاهوتيين اللاواقعيين: «الاعتراف بوفاة الإله هو الحديث عن حدث حقيقي وصحيح، قد لا يكون حدثًا يحدث في لحظة واحدة من الوقت أو التاريخ، ولكن رغم هذا التحفظ فهو حدث وقع بالفعل سواءً من الناحية الكونية أو التاريخية».
في استطلاع أُجري عام 2001 أجرته «المجتمعات الدينية اليوم»، وُجد أن 18% من أنصار التوحيدية العالمية يعتبرون أنفسهم ملحدين، ويعتبر 54% منهم أنفسهم إنسانيين. وفقًا لهذه الدراسة، فإن 16% من أنصار التوحيدية العالمية تعتبر نفسها بوذية، و13% مسيحية، و13% أخرى وثنية.

### الإسلام
في الإسلام، يُصنف الملحدون على أنهم «كفار»، وهو مصطلح يُستخدم أيضًا لوصف المشركين، ويُترجم تقريبًا على أنه «منكر» أو «خافي». يحمل الكافر دلالات التكفير والانفصال عن المجتمع الإسلامي. يحمل الإلحاد أيضًا معنى «الهرطقة».

لم يتطرق القرآن إلى عقوبة الردة، رغم أنه ليس الموضوع عينه. يتحدث القرآن مرارًا عن عودة الناس إلى الكفر بعد الإيمان، ويقدم النصيحة حول التعامل مع «المنافقين»:
«يَا أَيُّهَا النَّبِيُّ جَاهِدِ الْكُفَّارَ وَالْمُنَافِقِينَ وَاغْلُظْ عَلَيْهِمْ وَمَأْوَاهُمْ جَهَنَّمُ وَبِئْسَ الْمَصِيرُ (73) يَحْلِفُونَ بِاللَّهِ مَا قَالُوا وَلَقَدْ قَالُوا كَلِمَةَ الْكُفْرِ وَكَفَرُوا بَعْدَ إِسْلَامِهِمْ وَهَمُّوا بِمَا لَمْ يَنَالُوا وَمَا نَقَمُوا إِلَّا أَنْ أَغْنَاهُمُ اللَّهُ وَرَسُولُهُ مِنْ فَضْلِهِ فَإِنْ يَتُوبُوا يَكُ خَيْرًا لَهُمْ وَإِنْ يَتَوَلَّوْا يُعَذِّبْهُمُ اللَّهُ عَذَابًا أَلِيمًا فِي الدُّنْيَا وَالْآخِرَةِ وَمَا لَهُمْ فِي الْأَرْضِ مِنْ وَلِيٍّ وَلَا نَصِيرٍ (74)»-القرآن، سورة 9 (التوبة)، آيات 73-74
لا يتمتع المسلمون بحرية تغيير دينهم أو التحول إلى الإلحاد علانيةً. كثيرًا ما يخفي الملحدون في البلدان والمجتمعات الإسلامية عدم إيمانهم (كما يفعل الأشخاص الذين بتسمون بصفات أخرى مدانة، مثل المثلية الجنسية).
في الآونة الأخيرة، يكاد لا تُطبق عقوبة الإعدام على الملحدين، وقد يسجن الملحدون المدانون مع إتاحة الفرصة لهم للارتداد أو التجرد من بعض الحقوق المدنية. يشكل التدين في العالم العربي ضرورة أساسية بالنسبة للأخلاق، ويرتبط الإلحاد على نطاق واسع بالفسق. أصبحت المواقف الدينية أكثر ميلًا للمحافظة منذ ثمانينيات القرن العشرين، مقارنة بالعقود السابقة التي كانت فيها الاشتراكية العلمانية مهيمنة سياسيًا. مع ذلك، يمكن التغاضي عن الإلحاد إن لم يكن واضحًا أو مكشوفًا، وتوجد شبكة دعم عالمية للمسلمين السابقين منذ عام 2007. يرى بعض المعلقين أن عدد الملحدين غير المعلن عنهم كبير في العالم العربي. وفقًا لاستطلاع رأي أجرته وين/جيا (ائتلاف تجاري عالمي بين الشبكة العالمية المستقلة ومؤسسة غالوب الدولية) عام 2012 بين المواطنين السعوديين، يعتبر 5% من السعوديين أنهم «ملحدون مقتنعون»، وهي نفس النسبة في الولايات المتحدة.
وُثقت بشكل جيد الجماعات الإسلامية السابقة المتزايدة بشكل كبير في العالم الغربي والتي لا تلتزم بأي دين. أكد تقرير صادر عن مركز الدراسات الاستراتيجية والدولية عام 2007 أن بعض التوقعات السكانية للمسلمين مبالغ في تقديرها، لافتراضهم أن كل أحفاد المسلمين سوف يصبحون مسلمين حتى في حالات الأبوة المختلطة. بالمثل، تساءل دارين إي شركت في مجلة الشؤون الخارجية عن دقة بعض توقعات النمو الإسلامي لأنها لا تأخذ في الاعتبار تزايد عدد المسلمين غير المتدينين. لا يتوفر بحث كمي، ولكن يُعتقد أن الاتجاه الأوروبي يعكس الأمريكي: تظهر البيانات الواردة في المسح الاجتماعي العام في الولايات المتحدة أنه لم يعد 32 في المئة من المسلمين الذين تربوا على الإسلام يعتنقونه في سن الرشد، ولا يحمل 18 في المئة هوية دينية. تشير الدراسات إلى أن نحو نصف الأشخاص البالغ عددهم 4.2 مليون شخص من أصل مسلم في ألمانيا لم يعودوا إلى اعتناق الإسلام عند البلوغ.